# Linda Maxine Godwin
Linda Maxine Godwin (Cape Girardeau, Missouri, 1952. július 2.–) amerikai tudós, űrhajósnő. Steven Ray Nagel űrhajós felesége.

## Életpálya
1974-ben a Southeast Missouri State University keretében matematikából és fizikából vizsgázott. Ugyanitt 1976-ban doktorált fizikából, majd 1980-ban az University of Missouri Columbia keretében megvédte doktori címét. Érdeklődési köre az alacsony hőmérsékletű szilárdtestfizika. 1980-ban csatlakozott a NASA teher Műveleti Osztályához, ahol a Spacelab integrációjáért, majd több esetben hasznos teher parancsnokként szolgált a világűrben.
1985. június 4-töl a Lyndon B. Johnson Űrközpontban részesült űrhajóskiképzésben. Kiképzett űrhajósként tagja volt több Spacelab programot végző űrrepülőgép támogató (tanácsadó, problémamegoldó) csapatának. Négy űrszolgálata alatt összesen 38 napot, 6 órát és 13 percet (918 óra) töltött a világűrben. Több mint 10 óra űrsétát (kutatás, szerelés) végzett. Űrhajós pályafutását 2010 augusztusában fejezte be. Az Űrhajós Iroda (JSC) asszisztense, majd igazgatóhelyettese.

## Űrrepülések
- STS–37, az Atlantis űrrepülőgép 8. repülésének küldetés specialista. A Compton űrtávcsövet helyezték pályairányba. Egy űrszolgálata alatt összesen 5 napot, 23 órát, 32 percet és 44 másodpercet töltött a világűrben. 3 952 972 kilométert (2 487 075 mérföldet) repült, 93 alkalommal kerülte meg a Földet.
- STS–59, az Endeavour űrrepülőgép 6. repülésének küldetés specialista. A legénység a Space Radar Laboratory (SRL–1) platformot üzemeltetve vizsgálta az emberi civilizáció nyomait, jeleit a világűrből és ezek hatásait a természetes környezetre. Egy űrszolgálata alatt összesen 11 napot, 5 órát és 49 percet (270 óra) töltött a világűrben. 7 571 762 kilométert (4 704 875 mérföldet) repült, 183 kerülte meg a Földet.
- STS–76, a Atlantis űrrepülőgép 16. repülésének küldetés specialista. A harmadik dokkoló küldetés a Mir űrállomással, 2200 kilogramm életfeltételi árút, technikai felszerelést szállítottak. Visszafelé 500 kilogramm hulladékot hoztak. Egy űrszolgálata alatt összesen 9 napot, 5 órát és 16 percet (221 óra) töltött a világűrben. 6 100 000 kilométert (3 800 000 mérföldet) repült, 145 kerülte meg a Földet.
- STS–108, a Endeavour űrrepülőgép 17. repülésének küldetés specialista. A 12. repülés a Nemzetközi Űrállomásra (ISS). Szállítottak több mint 3 tonna ellátást, logisztikai- és a tudományos berendezést, a Raffaello többcélú logisztikai modult. Visszafelé több mint 2 tonna hulladékot (kutatási anyagot) hoztak. Egy űrszolgálata alatt összesen 11 napot, 19 órát és 36 percet (283 óra) töltött a világűrben. 7 700 000 kilométert (4 800 000 mérföldet) repült, 186 kerülte meg a Földet.